# T-100 (Traktor)
Der T-100 (russisch Т-100) ist ein sowjetischer Kettentraktor, der ab 1963 im Tscheljabinski Traktorny Sawod (dt. Tscheljabinsker Traktorenwerk, kurz ЧТЗ bzw. TschTS) produziert wurde. Von dem häufig als Planierraupe genutzten Fahrzeug wurden über 400.000 Exemplare in verschiedenen Versionen gebaut, einige kamen auch in die DDR.

## Fahrzeuggeschichte

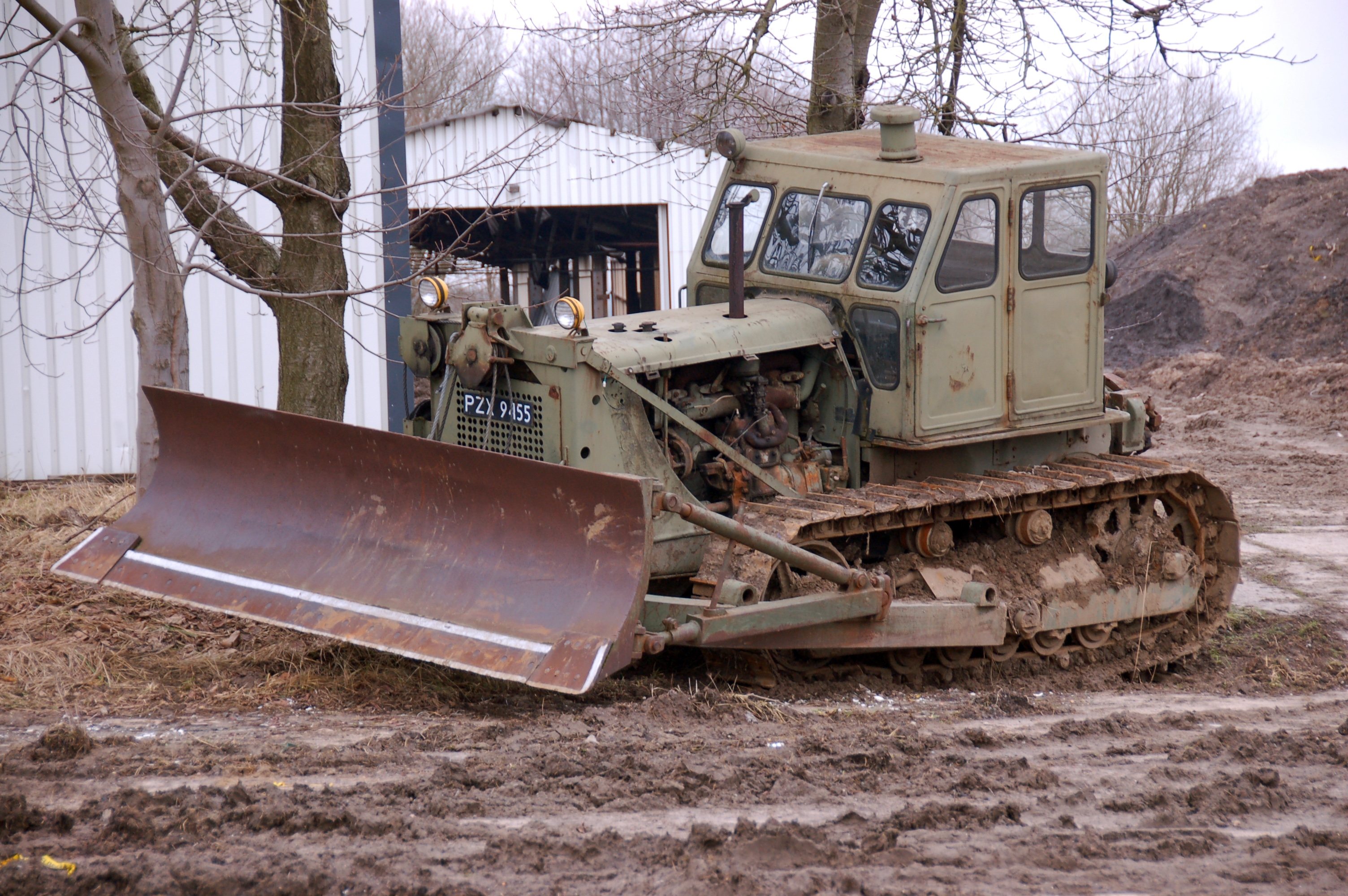
T-100M mit Seilzug als Höhenverstellung des Planierschilds in Grimmen (2011)

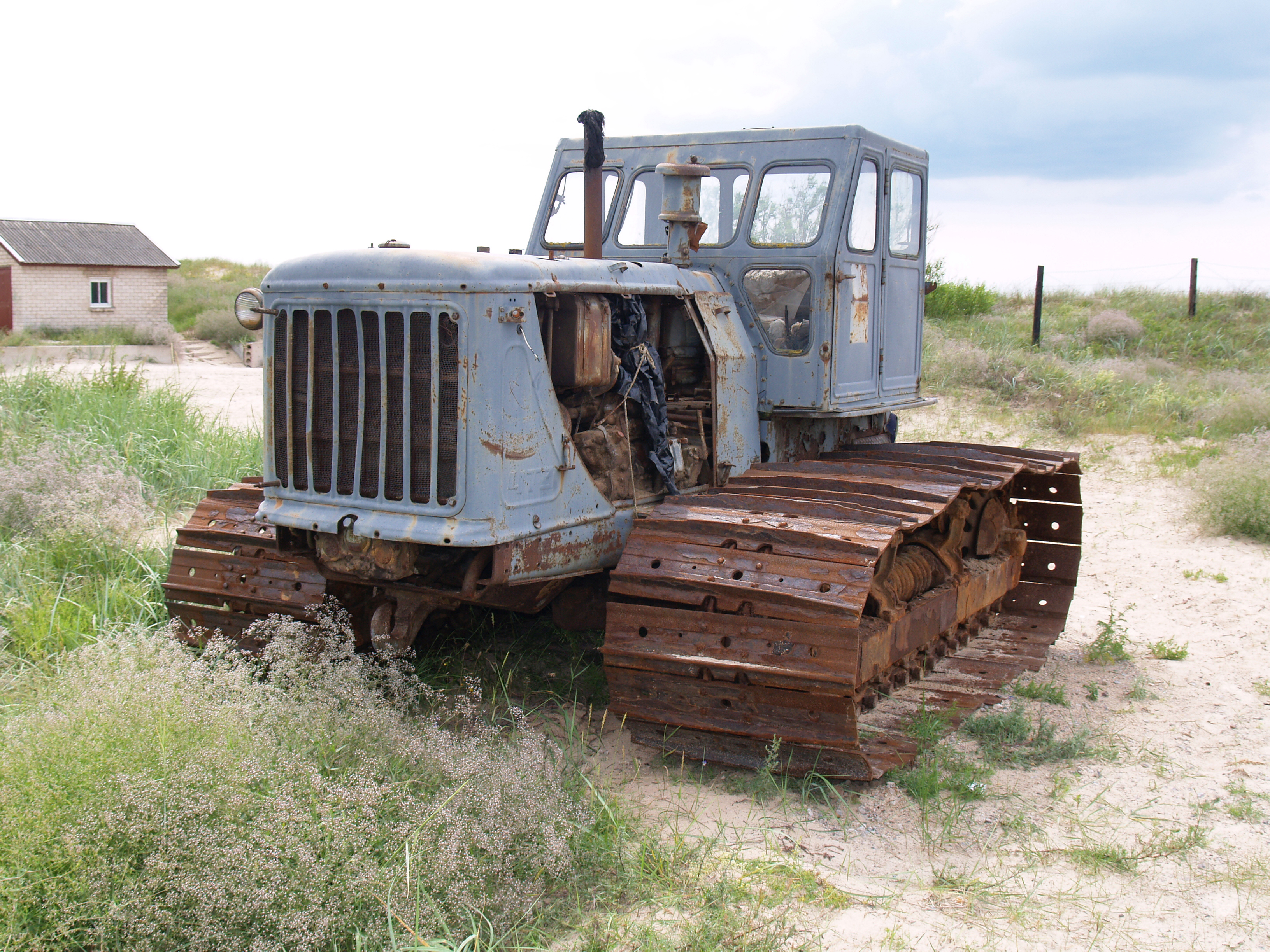
Modell mit breiteren Ketten für besonders sumpfiges Gelände (2007)

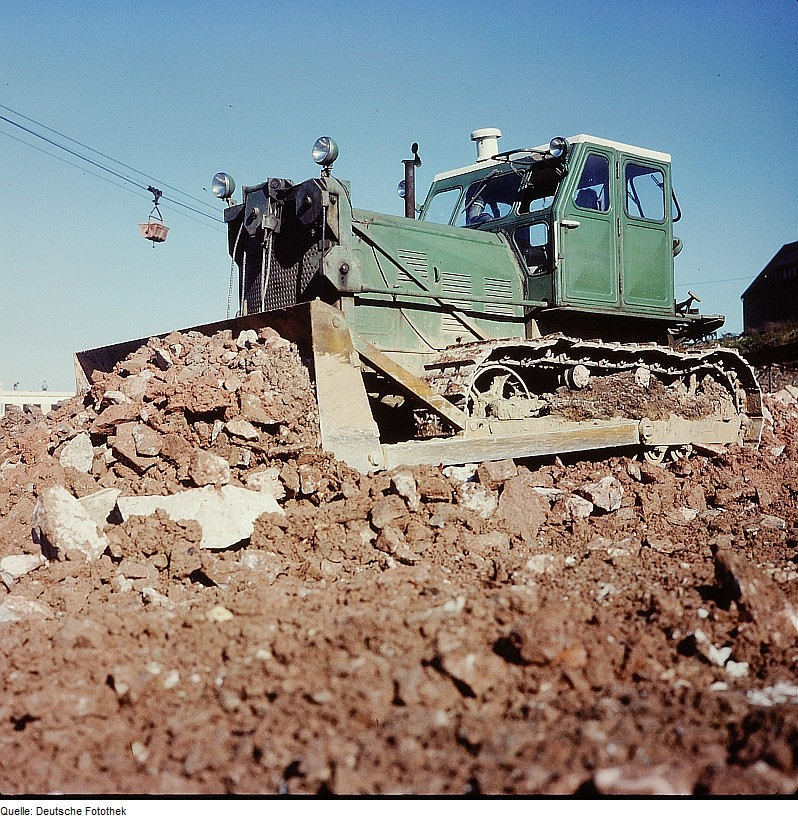
T-100M der ersten Generation in Altenberg (1979)

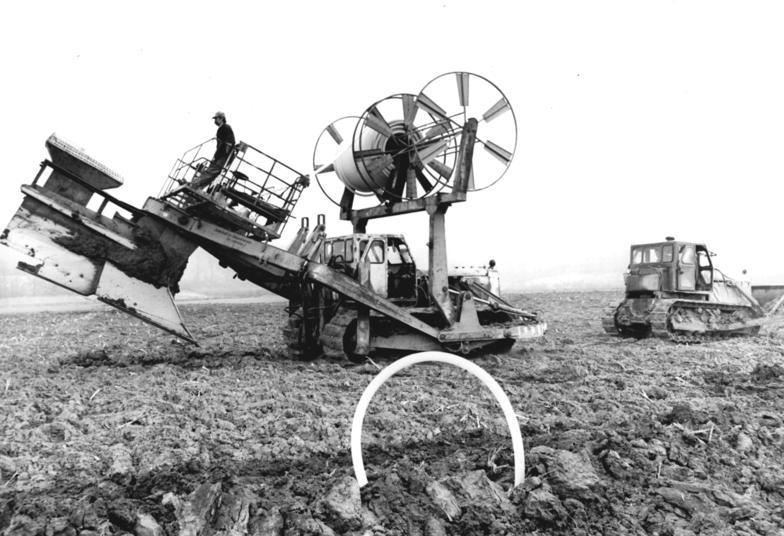
Mechanisierte Verlegung von Drainageleitungen mit T-100-Kettentraktoren Ende der 1980er-Jahre

Die Produktion des T-100, vom Hersteller selbst als Traktor bezeichnet, begann 1963. Ein Jahr später wurde die Fertigung des Vorgängers S-100 eingestellt. Neu war vor allem, dass der großvolumige Vierzylinder-Dieselmotor nun 79 kW (108 PS) statt wie zuvor 74 kW (100 PS) leistet. Außerdem erhielten einige der Fahrzeuge nun eine Hydraulik. Dabei wurden sowohl Systeme am Heck als auch an der Front verbaut, abhängig vom späteren Einsatzgebiets des Traktors. Bis 1975 wurden 278.101 Fahrzeuge der ersten Generation gebaut.
1973 erfolgte eine Überarbeitung. Die nun als T-100MS bezeichnete Grundversion übernahm verschiedene technische Elemente des größeren Nachfolgers T-130, der ab 1969 in Serie produziert wurde. Dies diente auch dazu, weniger unterschiedliche technische Komponenten fertigen zu müssen. Betroffen waren unter anderem verschiedene Steuerelemente in der Fahrerkabine wie auch Lenkung und Bremsanlage.
Die Serienproduktion der überarbeiteten Versionen wurde 1983 eingestellt und ab diesem Zeitpunkt nur noch der größere T-130 gebaut. In der Zeit von 1973 bis 1983 fertigte der Hersteller 134.044 T-100MS. Insgesamt wurden 412.145 T-100 in Tscheljabinsk hergestellt.
Der T-100 wurde in verschiedene Staaten exportiert. Vereinzelt kamen Fahrzeuge bis nach Mittelamerika. Aber auch in die Deutsche Demokratische Republik wurde der T-100 geliefert. Die DDR-eigene Fahrzeugindustrie konnte nur relativ kleine Planierraupen mit entsprechend geringer Leistung fertigen. Bei Bauaufgaben, wo mehr Leistung gefordert war, kam dann der T-100 zum Einsatz. Auch nach dem Erscheinen neuerer Planierraupen konnte sich der T-100 noch längere Zeit behaupten, da die Maschinen sehr robust und zuverlässig waren. Diese Eigenschaften führten zudem dazu, dass einige Maschinen in Deutschland erhalten geblieben sind. 

## Modellvarianten
In 20 Jahren Produktionszeit liefen verschiedene Versionen des T-100 von den Bändern. Die nachfolgende Liste ist nicht abschließend, soll aber einen Überblick bieten.
- T-100M – Grundversion, von 1964 bis 1975 gebaut. Ohne hydraulische Ausrüstung. Bei montiertem Schiebeschild erfolgte die Verstellung desselbigen per Seilzug.
- T-100MB – Modell mit verbreiterten Ketten und überarbeitetem Dieselmotor D-108B.
- T-100MGP – Version mit Fronthydraulik für den Betrieb als Planierraupe.
- T-100MGS – Mit Heckhydraulik, für den Einsatz in der Landwirtschaft.
- T-100MBGT und T-100MBGS – Landwirtschaftliche Versionen mit zusätzlicher Fronthydraulik für Planierschilder. Außerdem wurden breitere Gleisketten verbaut.
- T-100MS – Ab 1973 gebaute Grundversion. Verschiedene Bauteile wurden baugleich mit dem Nachfolger T-130 gestaltet.
- T-100MSB – Analog zum T-100MB für besonders sumpfige Böden mit breiteren Ketten ausgerüstet, basiert aber schon auf dem T-100MS.
- T-100MSGP – Überarbeitete Version mit Fronthydraulik, analog zum T-100MGP.

## Technische Daten
Die nachfolgenden Daten beziehen sich auf das Grundmodell T-100M ohne Planierschild und Hebevorrichtungen.
- Motor: Vierzylinder-Reihenmotor
- Arbeitsprinzip: Viertakt-Dieselmotor
- Motortyp: D-108
- Leistung: 79 kW (108 PS) bei 1070 min−1
- Hubraum: 13,53 l
- Bohrung: 145 mm
- Hub: 205 mm
- spezifischer Kraftstoffverbrauch: 238 g/kWh
- Tankinhalt: 235 l
- Motorgewicht: 2100 kg
- Anlasser: Zweizylinder-Ottomotor vom Typ P-23 mit Elektroanlasser
- Getriebetyp: handgeschaltetes Getriebe mit fünf Vorwärts- und vier Rückwärtsgängen
- Geschwindigkeiten:
  - vorwärts: 2,36–10,13 km/h
  - rückwärts: 2,79–7,61 km/h
- Zugkraft: maximal 58,9 kN

Abmessungen und Gewichte
- Länge: 4255 mm
- Höhe: 3040 mm
- Höhe über Kühler: 1995 mm
- Höhe der Anhängekupplung: 497 mm
- Breite: 2460 mm ohne Planierschild
- Bodenfreiheit: 391 mm
- Spurweite: 1880 mm
- Radstand zwischen den Kettenrädern: 2370 mm
- Kettenbreite: 500 mm
- Gewicht: 11.100 kg
- Leistungsgewicht: 7,2 kW/t
- spezifischer Bodendruck: 0,47 kg/cm²